# Maker mozgalom

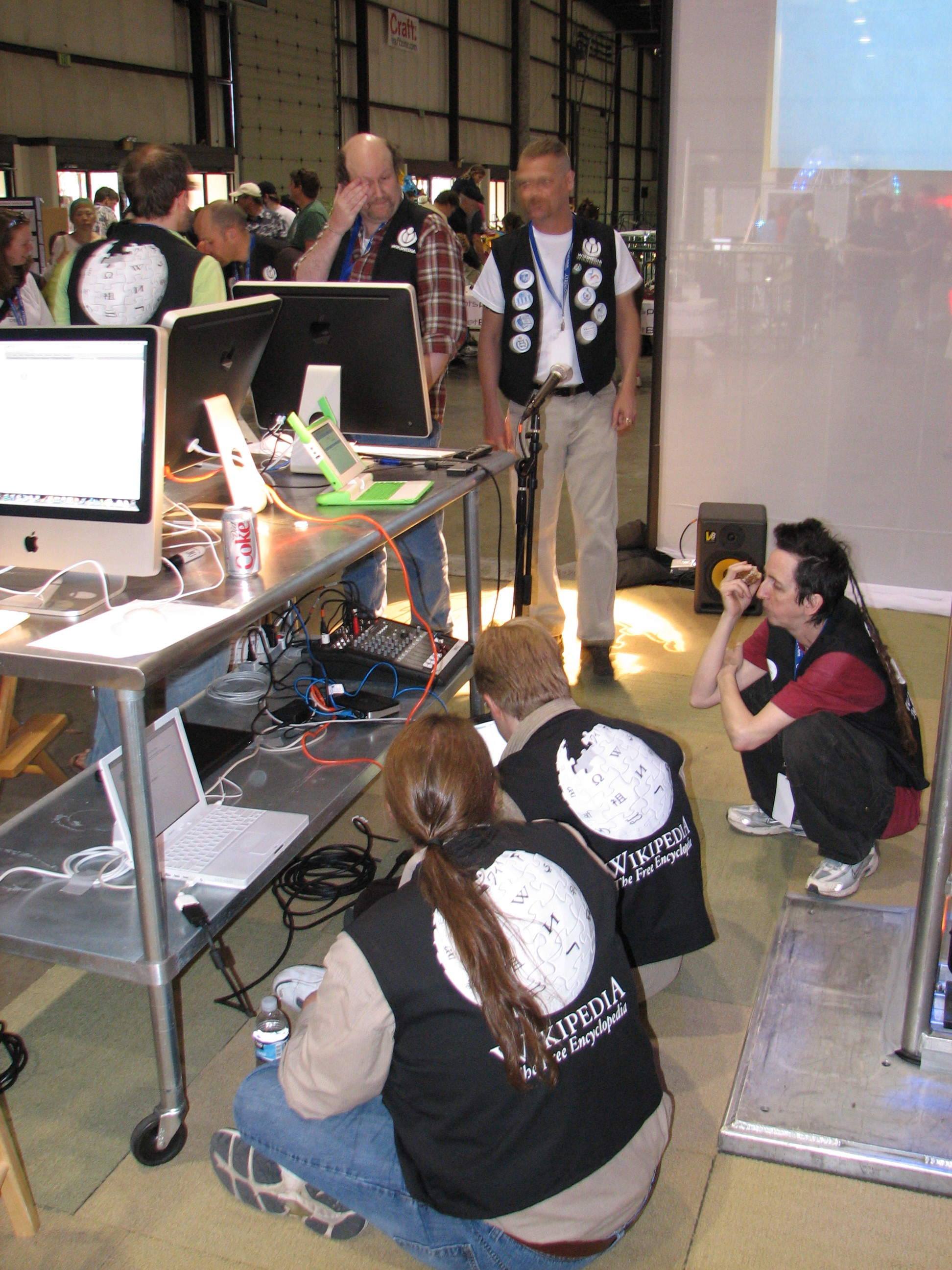
Maker Faire Kaliforniában (2008)

A maker mozgalom a barkácsolásnak mint hobbinak a modern digitális eszközökkel való kiterjesztése. Alulról szerveződő jellegében hasonlít a hekkerkultúrához (amely kevésbé a fizikailag megtestesülő tárgyakra, inkább szoftverekre koncentrál), illetve új készülékek létrehozását, valamint meglévők átalakítását, megjavítását, újrafelhasználását tűzi ki célul, valamint az ezekhez szükséges eszközök és tudás terjesztését. A maker mozgalom általában véve támogatja a nyílt forrású hardvereket. A maker mozgalom tagjainak érdeklődése leggyakrabban mérnöki szemléletű projektek kivitelezésére irányul 3-D nyomtatás, lézervágó vagy CNC-eszközök felhasználásával, valamint a hagyományosabb fém- és famegmunkálási, illetve kézműipari eszközökkel, rendszerint elektronikai, robotikai területen. A szubkultúrának részei a tárgyak elkészítéséhez útmutatást adó, újrafelhasználást segítő dokumentációk, leírások, amelyek internetes oldalakon és maker tárgyú nyomtatott termékekben kerülnek publikálásra. A mozgalom fontos része az alkotói tudás elsajátítása, felhasználása és prototípusdizájnok létrehozása során való alkalmazása. 

## Maker terek, avagy közösségi alkotóműhelyek
A maker mozgalom elterjedése szorosan kapcsolódik a világban egyre nyíló szabad alkotói műhelyekhez, ahol a hasonlóan gondolkodók megoszthatják egymással ötleteiket, eszközeiket, szerszámjaikat és készségeiket, képességeiket.

## Fordítás
Ez a szócikk részben vagy egészben  a   Maker culture című angol Wikipédia-szócikk ezen változatának fordításán alapul.  Az eredeti cikk szerkesztőit annak laptörténete sorolja fel. Ez a jelzés csupán a megfogalmazás eredetét és a szerzői jogokat jelzi, nem szolgál a cikkben szereplő információk forrásmegjelöléseként.